# Diócesis de Hodelm
La diócesis de Hodelm o de Hoddam (en latín: Dioecesis Hodelmensis y en inglés: Diocese of Hodelm) fue una circunscripción eclesiástica de la Iglesia católica en el Reino Unido. Se trataba de una diócesis latina, inmediatamente sujeta a la Santa Sede. Fue suprimida circa 581 y restaurada como diócesis titular en 1974 con el nombre de Hodelm. Desde el 22 de enero de 2004 su arzobispo titular a título personal es Paul Richard Gallagher.

## Territorio y organización
La diócesis extendía su jurisdicción sobre los fieles católicos de rito latino residentes en el área de Dumfries and Galloway en la parte sur de la actual Escocia.
La sede de la diócesis se encontraba en la localidad de Hodelm (actual Hoddom), en Dumfriesshire. La referencia más antigua a Hoddom se encuentra en una copia de una carta del siglo VIII enviada por Alcuino a Wulfhard, «abad de Hodda Helm» (abbatem Hodda Helmi).

## Historia
Esta sede se refiere a la vida del santo obispo Mungo de Glasgow o Kentigerno. La «Vida de San Kentigern», del siglo XII, fue escrita por Jocelyn de Furness, y registra que san Mungo, tras fundar la diócesis de Glasgow, hacia el año 553 un fuerte movimiento anticristiano en el Reino de Strathclyde lo obligó a abandonar el distrito y refugiarse con san David en Menevia en Gales. En 573 la Batalla de Arthuret aseguró el triunfo de la causa cristiana en Cumbria y Mungo pudo regresar a Escocia y durante ocho años estableció su sede en Hodelm, evangelizando los condados de Galloway y Cumberland. Alrededor de 581 regresó definitivamente a Glasgow. Aparte de la obra de Jocelyn, no hay ninguna prueba que lo respalde. Sin embargo, existen sólidas evidencias materiales de un monasterio northumbrio en Hoddom.

### Diócesis titular
Desde 1974 Hodelm figura entre las sedes episcopales titulares de la Iglesia católica como diócesis de Hodelm. Desde el 22 de enero de 2004 su obispo titular es Paul Richard Gallagher, arzobispo titular a título personal y secretario de Relaciones con los Estados y Organismos Internacionales.

## Episcopologio

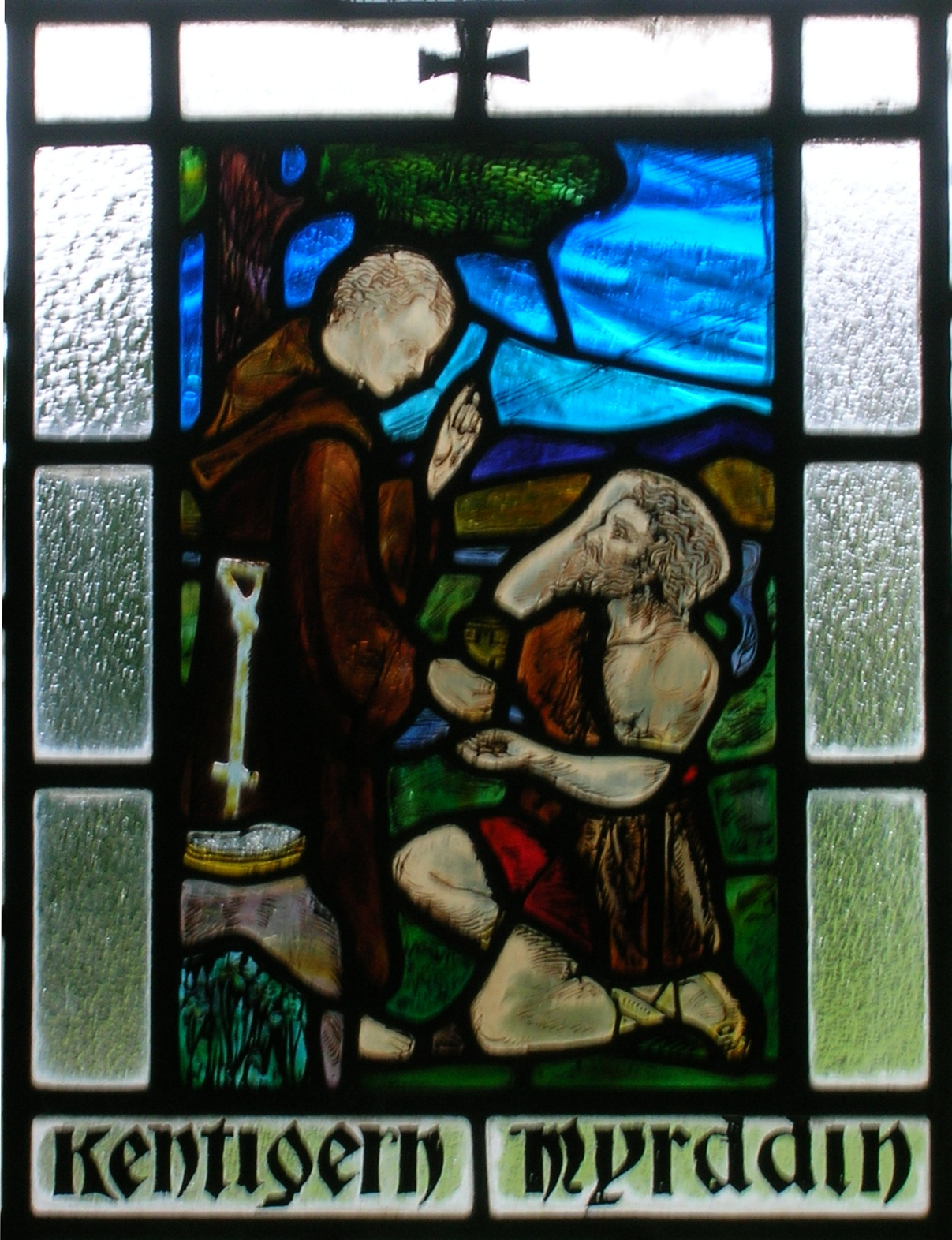
Conversión de san Mungo, obispo de Hodelm

- san Mungo o Kentigerno † (573-circa 581)

### Obispo titular

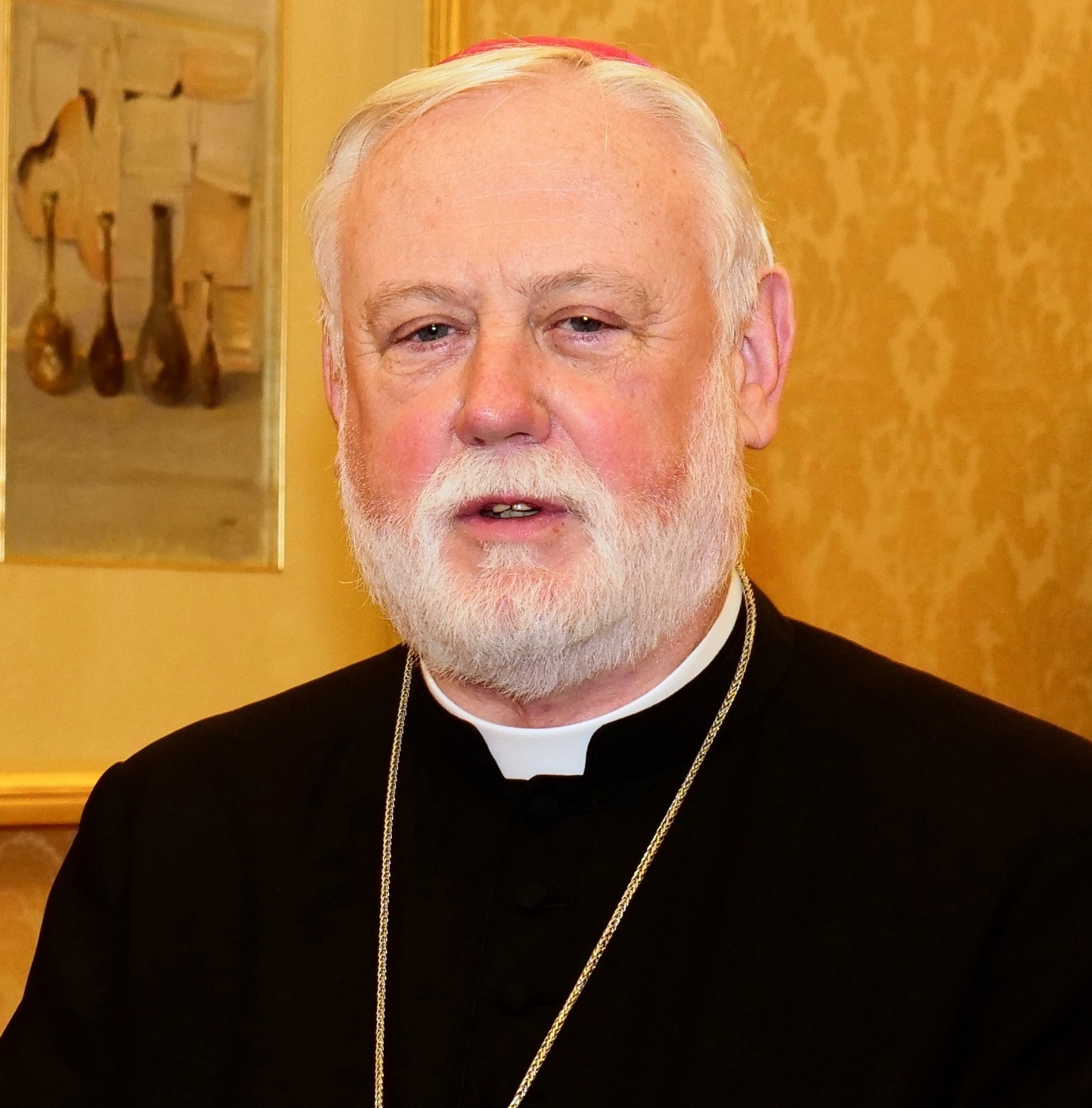
Paul Richard Gallagher, arzobispo titular a título personal de Hodelm desde 2004

- Daniel Edward Pilarczyk † (12 de noviembre de 1974-30 de octubre de 1982 nombrado arzobispo de Cincinnati)
- Patrick Ronald Cooney † (3 de diciembre de 1982-6 de noviembre de 1989 nombrado obispo de Gaylord)
- Thomas Ludger Dupré † (7 de abril de 1990-14 de marzo de 1995 nombrado obispo de Springfield)
- Paul Richard Gallagher, desde el 22 de enero de 2004